# 1961 en Bretagne
 Chronologie de la Bretagne
- 1957
- 1958
- 1959
- 1960
- 1961
- 1962
- 1963
- 1964
- 1965

Cette page recense des événements qui se sont produits durant l'année 1961 en Bretagne.

## Société

### Faits sociétaux

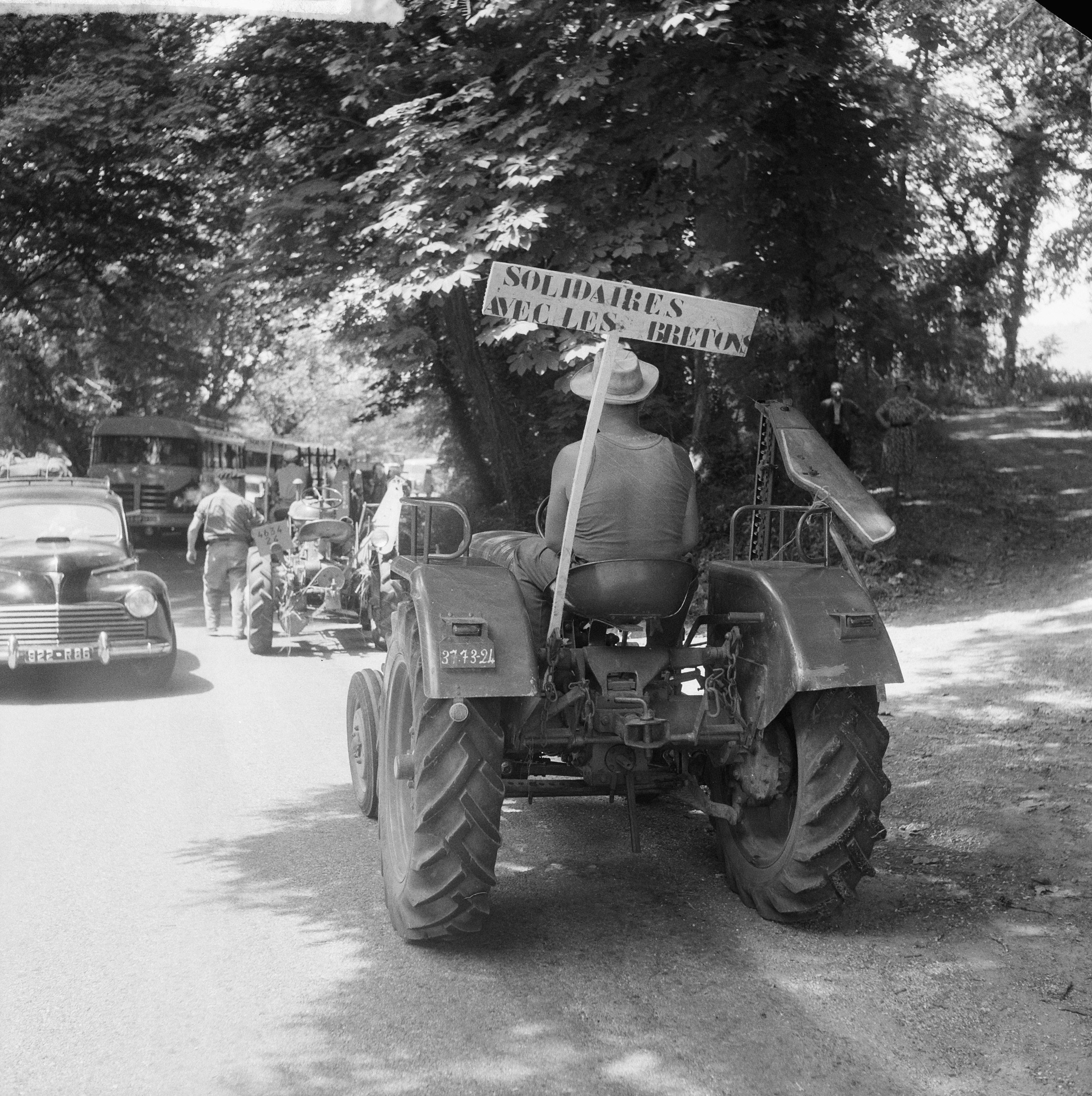
Barrage d'agriculteurs sur une route de Dordogne, le 24 juin, où est affichée leur solidarité avec leurs collègues bretons.

- Mai et juin : dans un contexte d'exode rural, les agriculteurs restants ont agrandi leurs exploitations, ont investi pour se mécaniser et par conséquent se sont endettés fortement[1]. La surproduction fait chuter les cours de la pomme de terre, du chou-fleur et de l'artichaut et s'ensuivent des troubles graves — des légumes enduits de gazole sont déversés dans les rues de Pont-Aven le 27 mai, ville près de laquelle des urnes électorales sont brûlées le 4 juin, et alors que la colère est particulièrement vive dans le Haut-Léon et le Trégor, la sous-préfecture de Morlaix est brièvement occupée le 8 juin — une radicalité qui s'exprime d'autant plus après l'arrestation, le soir de ce dernier débordement, des leaders paysans Alexis Gourvennec et Marcel Léon[2]. Des lignes téléphoniques sont sabotées. La vague de manifestations s'étend à travers la France. Le gouvernement de Michel Debré est amené à entendre ce mécontentement. Le 22 juin, la relaxe par le tribunal de Morlaix des deux interpellés, suivie de leur libération, contribue à ce que s'apaise progressivement le conflit.

### Naissance
- 27 mars à Brest : Paul Bloas[3],  peintre français.